# Мальчик и голубь
«Мальчик и голубь» — короткометражный фильм Андрея Кончаловского и Евгения Осташенко, снятый в 1961 году в учебной киностудии ВГИКа (мастерская Михаила Ромма).
На Венецианском кинофестивале в конкурсе детских фильмов картина получила «Леоне ди Сан Марко за лучший развлекательный фильм для детства (1962)», по-итальянски «Leone di San Marco per il miglior film ricreativo per la fanciullezza (1962)».
В 2009 году лента была показана в Париже в рамках кинофестиваля «Европа вокруг Европы».

## Сюжет
Мальчик (Николай Бурляев) любит следить за полётом птиц в небе. На птичьем рынке к нему подходит голубятник и предлагает «почтового, ярового, заводного» голубя за 100 рублей. Таких денег у мальчика нет, и он приносит продавцу альбом с редкими марками.
Отпустив сизокрылого, мальчик рассчитывает на его возвращение. Но голубь, сделав несколько кругов в воздухе, улетает к прежнему хозяину. Стремясь вернуть птицу, мальчик отдаёт голубятнику пластинки и банку с золотыми рыбками. Тот, приняв дары, советует приручить голубя. Мальчик привязывает птицу к шнуру, однако такой полёт едва не заканчивается её гибелью.
Тогда мальчик поднимается на крышу и отпускает голубя на волю.

## История фильма
Лента была курсовой работой студента института кинематографии Андрея Кончаловского. Школьника Николая Бурляева режиссёр увидел на улице и сразу позвал в свой фильм. Сам актёр впоследствии называл Кончаловского своим «крёстным отцом в кинематографе».
Голубятника сыграл актёр Владимир Шурупов, который после съёмок пригласил Николая Бурляева на роль подростка в театр имени Моссовета.
У меня сохранилась фотография. <…> Мы — три лауреата, только что привезшие призы из Венеции. Тарковский — за «Иваново детство», Карасик — за «Дикую собаку динго» и я — за короткометражку «Мальчик и голубь», свою курсовую вгиковскую работу.
Для Евгения Урбанского, исполнившего роль грузчика из магазина, в фильме нашлось всего два кадра, однако, по словам режиссёра, «он не отказался — приятели же были».
Картина была отправлена на конкурс детских фильмов в Венецию, где ей дали приз «Леоне ди Сан Марко за лучший развлекательный фильм для детства (1962)». Когда пришла эта новость, Кончаловскому срочно оформили документы и послали в Италию за наградой.

## Отзывы и рецензии
Кинокритик Евгений Марголит, перечислявший на страницах журнала «Искусство кино» лучшие фильмы о детях, назвал в числе прочих и дебютную работу Андрея Кончаловского «Мальчик и голубь».
По словам оператора Вадима Юсова, уже во время первого просмотра этой картины можно было увидеть очень одарённого режиссёра.
Киновед Виктор Филимонов в книге «Андрей Кончаловский. Никто не знает…» отмечал, что лента укладывалась в оттепельную тенденцию, а тяга мальчика к небу была продиктована «безотчётной надеждой победить неприкаянность. Всю нерастраченную свою любовь мальчик отдаёт голубю и его свободному парению».

## Роли исполняли
- Николай Бурляев — мальчик
- Владимир Шурупов — голубятник
- Евгений Урбанский — грузчик из магазина

## Съёмочная группа
- Андрей Кончаловский, Евгений Осташенко — режиссёры
- Андрей Кончаловский — сценарий
- Михаил Ромм — мастер курса
- Борис Долин, Г. Широков — руководители работы
- Михаил Кожин — оператор
- Семён Петерсон — художник
- Вячеслав Овчинников — композитор
- В. Харламенко — звукооператор